# Portretten van Federico da Montefeltro en Battista Sforza
Portretten van Federico da Montefeltro en Battista Sforza is een schilderij van de Italiaanse schilder Piero della Francesca, die leefde van 1415-1492.

## Schilderij
De kunsthistorici zijn het niet eens over de exacte datering van het werk, maar 1465-1466 is aannemelijk. Het werk hangt in het Uffizi in Florence. Het schilderij bestaat uit twee panelen, die waarschijnlijk waren bedoeld om als inklapbaar tweeluik ingelijst te worden. De profielen zijn geschilderd als waren het afbeeldingen op penningen.
De twee profielen staan tegenover elkaar in een geïdealiseerd Italiaans landschap in perspectief, gezien vanuit een hogere hoek, dat doet denken aan Jan van Eyck . Deze plaatsing van de figuren in een verhoogde positie met een weids landschap op de achtergrond heeft geen precedent in de Italiaanse schilderkunst, maar is een duidelijk Vlaamse invloed, die teruggaat op de Madonna met kanselier Rolin.

## Tragiek
Op veertienjarige leeftijd trouwde Federico da Montefeltro met Battista Sforza; zij gaf hem in elf jaar tijd acht dochters en verzocht God om haar leven te nemen als zij een zoon zou baren. Zes maanden na de geboorte van een zoon stierf zij aan een longontsteking. Mogelijk schilderde Piero della Francesca het dubbelportret aan de hand van haar dodenmasker. Het profiel van Frederico toont zijn haakneus en zijn verwondingen die hij opliep tijdens een toernooi. Het verhaal gaat dat de andere kant van zijn gelaat ernstig geschonden zou zijn.

## Urbino
Piero della Francesca schilderde dit werk toen hij deel uitmaakte van de hofhouding van Federico da Montefeltro in Urbino. Andere werken die hij in die periode schilderde waren Brera Madonna en De geseling van Christus.